# موریس کاهن
موریس کاهن (انگلیسی: Morris Kahn؛ زادهٔ ۱۹۳۰) کارآفرین و سرمایه‌دار اهل اسرائیل است، که در سال ۱۹۸۲ شرکت امداکس را تأسیس کرد.